# Kolejka Parkowa Maltanka
Kolejka Parkowa Maltanka (popularnie zwana Maltanką) – znajdująca się w obrębie Poznania linia kolejowa o całkowitej długości torów 3850 m. Kolejka należy do Miejskiego Przedsiębiorstwa Komunikacyjnego w Poznaniu. Kursuje pomiędzy rondem Śródka a Nowym Zoo, przewożąc rocznie około 120 tysięcy pasażerów. Rozstaw szyn toru kolejki wynosi 600 mm.

## Historia
W latach 50. XX wieku powstał Komitet Budowy Parku Kultury i Wypoczynku, który miał zadanie utworzyć wesołe miasteczko, które miało powstać na Dębinie w okolicach ul. św. Jerzego
Pierwszą wybudowaną atrakcją była kolejka o torze szerokości 600 mm. Pięć wagoników wyprodukowały zakłady Cegielskiego (ówczesne ZISPO), a spalinową lokomotywkę WLs40 zapewniło ZNTK. Oficjalne otwarcie odbyło się 22 lipca 1956 roku. Kolejkę dostali 1 października 1957 roku pod opiekę harcerze z Chorągwi Wielkopolskiej, stąd nazwa Harcerska Kolejka Dziecięca. Jej licząca 2,5 km trasa biegła między Ogrodem Jordanowskim przy Młodzieżowym Domu Kultury nr 1 a Łęgami Dębińskimi. Kolej kursowała do drugiej połowy lat 60. W momencie, gdy postanowiono wybudować trasę Hetmańską dla II ramy komunikacyjnej miasta okazało się, że trasa nowej drogi koliduje z kolejką. W związku z tym postanowiono tę drugą przenieść na Maltę, która właśnie była zagospodarowywana. Kolejkę, pod nazwą „Maltanka”, otwarto ponownie 21 lipca 1972. Nie udało się zrealizować przy tym pierwotnych planów, przewidujących kursowanie kolejki po terenie nowego ZOO. Od tego momentu kolejką zarządza MPK. Na przełomie lat 70. i 80. kolejka przewoziła ponad 200 tys. pasażerów w skali roku. W 1998 roku nazwę zmieniono na Maltańska Kolej Dziecięca, natomiast w 2002, w roku jubileuszu 30-lecia, kolejka otrzymała obecną nazwę Kolejka Parkowa Maltanka. 15 stycznia 2010 roku grupa miłośników kolei z Poznania zawiązała klub SPM Maltanka, który pomaga w pracach na kolejce i promuje ją. Z okazji 40-lecia kolejka otrzymała oficjalne logo, które zostało wybrane przez jury w konkursie.
Maltankę dwa razy podpalono. 26 marca 2000 r. wandale podpalili stację Zwierzyniec, która spłonęła doszczętnie. Niecałe dwa lata później – 21 marca 2002 r. został podpalony wagon odstawiony na pętli od strony stacji Maltanka.
W 2015 r. podano do publicznej wiadomości, że około 1/3 przychodów kolejki, tj. 13 tys. zł miesięcznie, przeznacza się na opłatę za przejazd przez teren niestanowiący własności kolejki. W tej sytuacji miasto porozumiało się z poznańską kurią archidiecezjalną w sprawie wymiany gruntów i przejęło nieruchomości pod torowiskiem kolejki. Na przełomie 2017 i 2018 r. na kolejce przeprowadzono remont, w czasie którego wymieniono torowisko na większości linii z uwagi na jego zły stan. Wybudowano też dodatkowy przystanek przy Termach Maltańskich.
W XXI wieku w latach 2013–21 kolejka przewoziła między 120 a 140 tysięcy pasażerów rocznie (najwięcej w 2016 r.: 142,7 tys.) i do 2016 roku była pod tym względem na drugim miejscu wśród wszystkich polskich kolei wąskotorowych, a później na trzecim, po kolejach: Nadmorskiej i Bieszczadzkiej. W latach 2022–23 liczba pasażerów nieco spadła do ok. 117 tysięcy.

## Posterunki ruchu

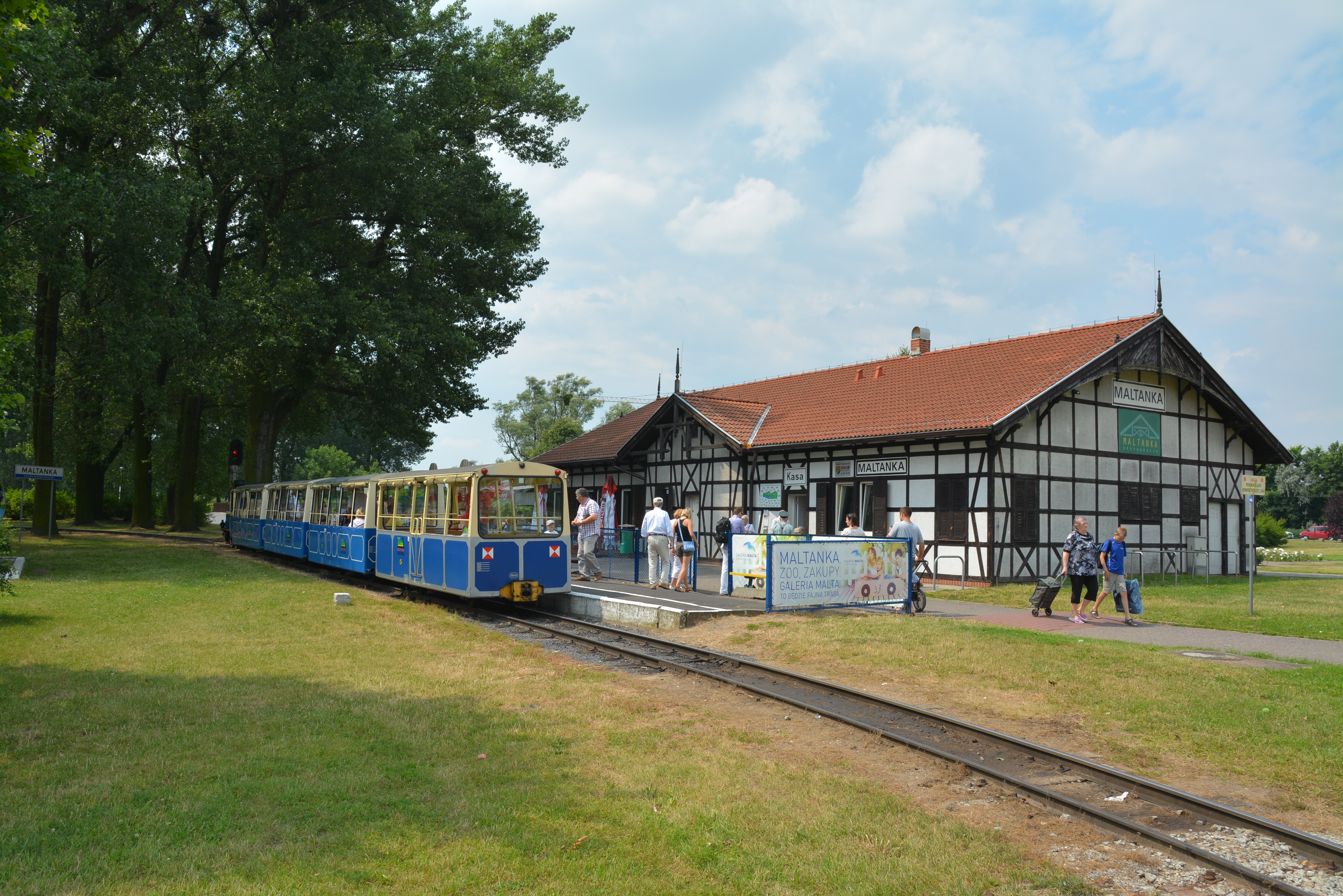
Stacja „Maltanka”" (2014)

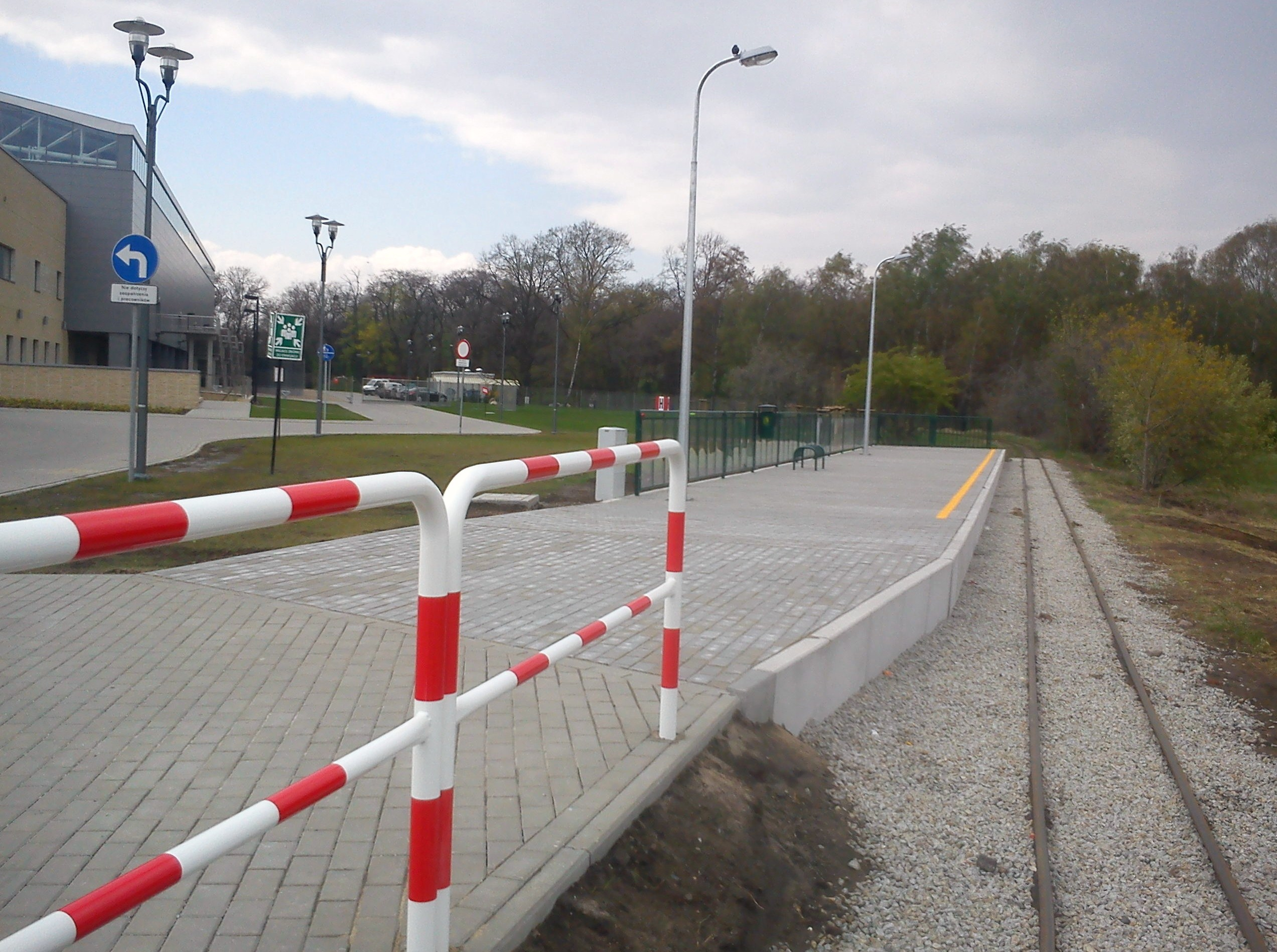
Przystanek „Ptyś ”(2012)

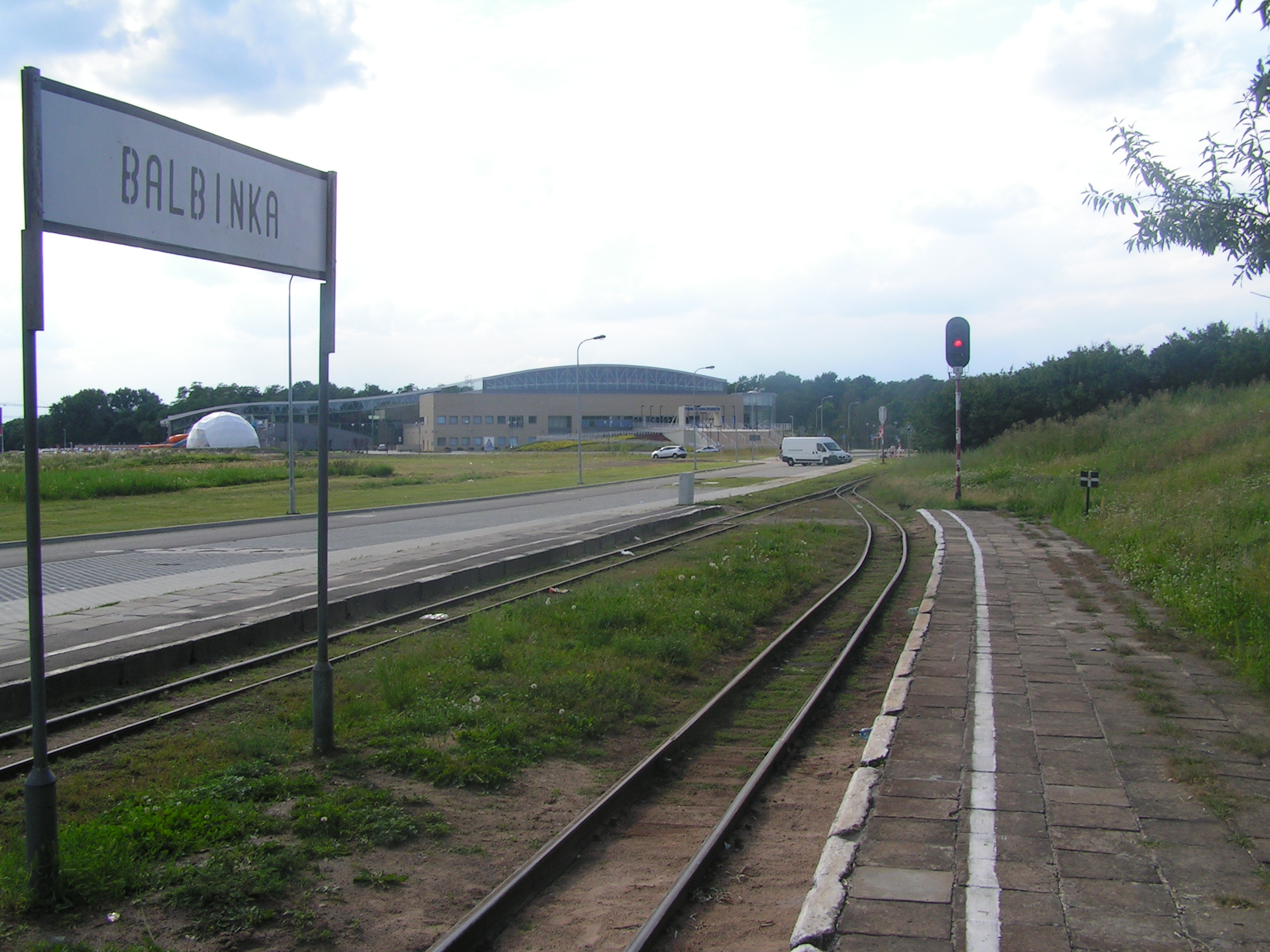
Mijanka na przystanku „Balbinka” (2012)

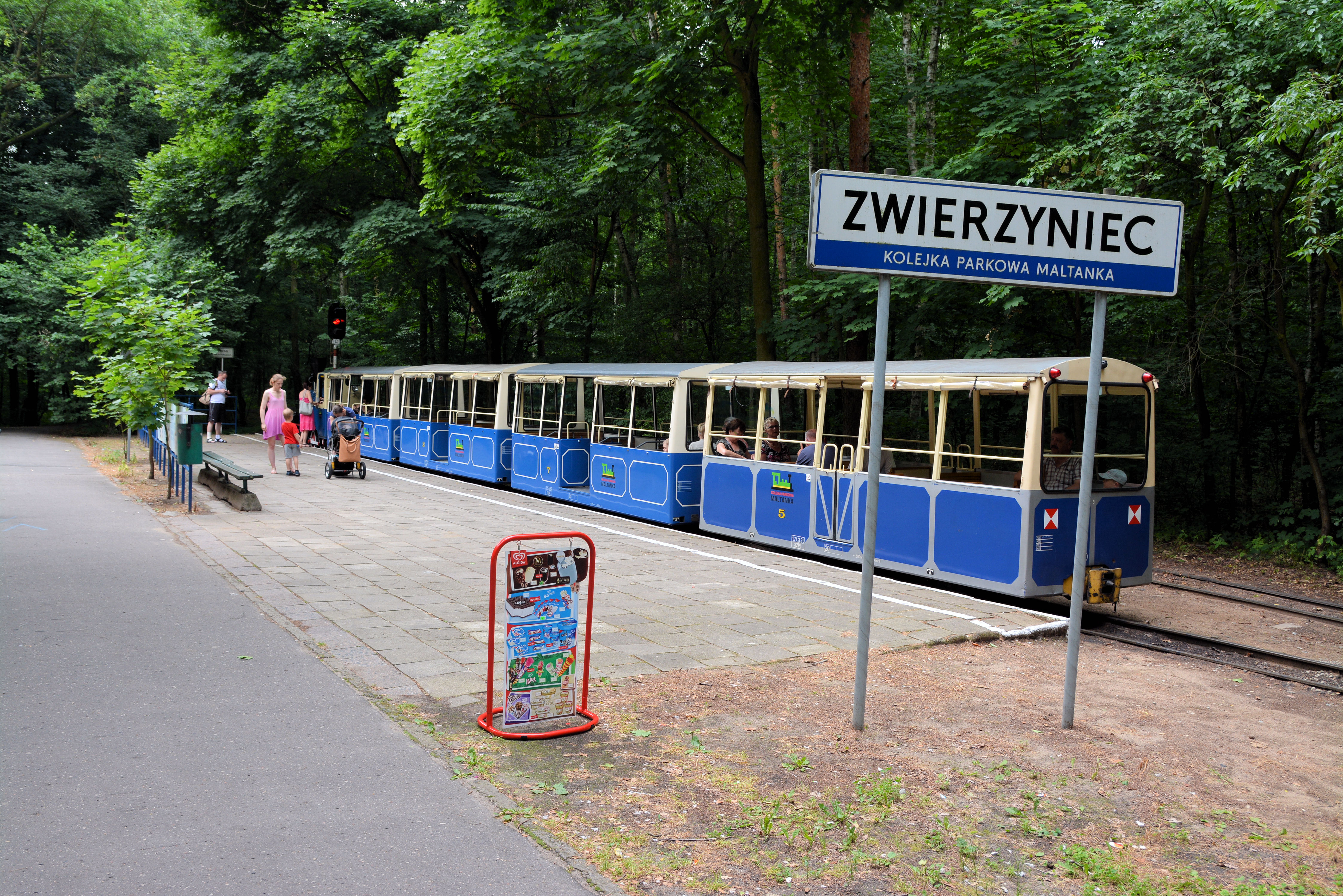
Stacja „Zwierzyniec” (2014)

| Nazwa       | Liczba krawędzi peronowych | Infrastruktura                                            |        |
| ----------- | -------------------------- | --------------------------------------------------------- | ------ |
| Maltanka    | 2                          | nastawnia tor odstawczy pętla dworzec (kasa, restauracja) | [ 15 ] |
| Ptyś        | 1                          |                                                           | [ 15 ] |
| Balbinka    | 2                          | mijanka                                                   | [ 15 ] |
| Zwierzyniec | 2                          | nastawnia pętla tory odstawcze kasa                       | [ 15 ] |

### Maltanka
Stacja położona nad północno-zachodnim brzegiem Jeziora Maltańskiego w Poznaniu. Początkowo budynek stacji stanowiła metalowa wiata, pod którą znajdował się obszerny pawilon m.in. z kasami (podobny budynek miała stacja Zwierzyniec). W 1998 roku oddano do użytku stylowy budynek stacji z restauracją. Obiekt został zbudowany w konstrukcji szachulcowej (tzw. murem pruskim), charakterystycznej dla dawnych budynków w Wielkopolsce.
Na stacji istnieją dwa perony: jeden dla wysiadających i jeden dla wsiadających. Peron dla wysiadających położony jest na wysokości kościoła św. Jana. Peron dla wsiadających znajduje się przy budynku stacji. Na jego końcu stoi semafor wyjazdowy. Obok drugiego peronu znajduje się również parowóz Tx26-423 z 1926 roku (odnowiony przez wolontariuszy SPM w 2010). Na terenie stacji znajduje bocznica. Około 150 metrów na wschód od stacji znajduje się dwustanowiskowa lokomotywownia.

### Ptyś
Przystanek położony nad północnym brzegiem Jeziora Maltańskiego w Poznaniu. Pierwotną jego funkcją miała być obsługa gości z pobliskiego hotelu, później został zamknięty. W 2012 roku został przeniesiony bliżej wejścia do Term Maltańskich i uruchomiony ponownie. Obecnie ma za zadanie służyć klientom Term Maltańskich. Nowy przystanek zbudowały brygady torowe MPK Poznań. Nazwa wzięła się od kurczaka Ptysia, bohatera bajki z lat 50. i 60. XX wieku. Nazwa została wybrana przez czytelników Expressu Poznańskiego.

### Balbinka
Przystanek i mijanka znajdujące się po północnej części Jeziora Maltańskiego, przy końcu ulicy Wileńskiej. Nazwa wzięła się od gąski Balbinki, bohaterki bajki z lat 50. i 60. XX wieku. Również i ta nazwa została wybrana przez czytelników Expressu Poznańskiego.
Składa się z dwóch torów z peronami; każdy w przeciwnym kierunku. Na końcu każdego peronu znajduje się semafor wyjazdowy. Pociąg jadący ze stacji Zwierzyniec zatrzymuje się na sygnale S1 i oczekuje na wjazd na mijankę składu nadjeżdżającego ze stacji Maltanka. Zwrotnice na mijance są samoczynne o ustalonym położeniu roboczym, podatnym przy najeździe „z ostrza”, gdzie jazda w kierunku Zwierzyńca odbywa się tylko po torze głównym, a w kierunku Maltanki po torze dodatkowym.

### Zwierzyniec
Stacja zlokalizowana w pobliżu głównego wejścia do Nowego Zoo. Składa się z dwóch peronów i toru odstawczego. Początkowo kasa mieściła się w drewnianym kiosku, który w 1975 roku został zastąpiony przez przeszklony, obszerny pawilon m.in. z kasami (podobny budynek miała stacja Maltanka). W 2000 roku pawilon został podpalony i całkowicie spłonął. Obecnie pod zachowanym dachem dawnego pawilonu (pełniącym rolę wiaty) znajduje się kontener z kasą biletową i nastawnią, z obawy przed dewastacją zabierany na okres zimowy do zajezdni tramwajowej przy ulicy Fortecznej.

## Ruch pociągów

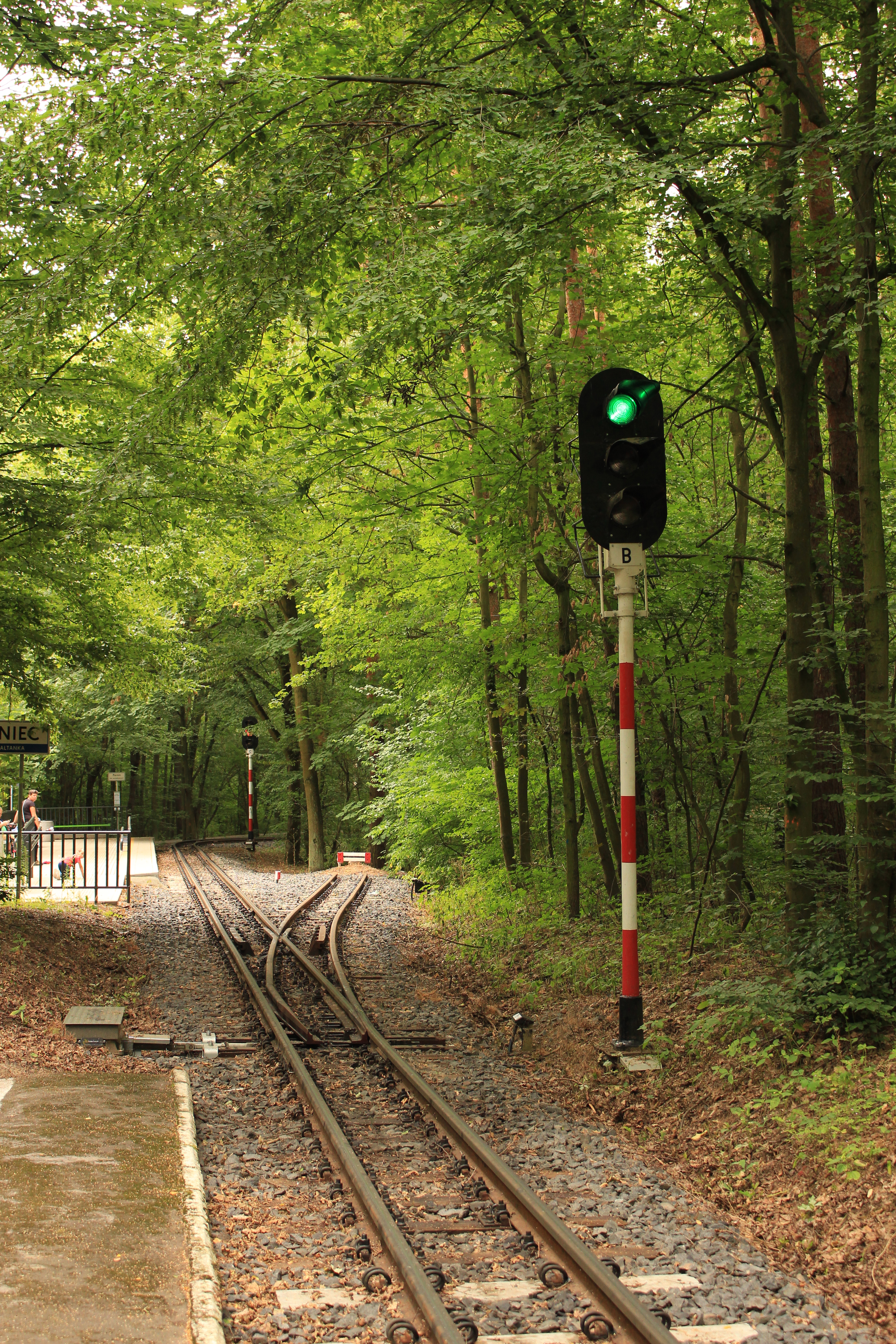
Semafor B i bocznica na stacji „Zwierzyniec” (2019)

Linia jest wyposażona w czynną blokadę półsamoczynną opartą na sygnalizacji świetlnej, sterowaną z nastawni za pomocą pulpitów kostkowych na stacjach końcowych (Maltanka i Zwierzyniec). Maltanka jest jedyną koleją wąskotorową w Polsce, która posiada semafory świetlne i zwrotnice sterowane automatycznie. Każda nastawnia obsługuje blokadę na swojej pętli oraz semafory głowicy wjazdowej od swojej strony na mijankę Balbinka. Bocznica do lokomotywowni jest obsługiwana zwrotnicą ręczną zamykaną na klucz, chroniona takimiż wykolejnicami, oraz odcinkiem izolowanym włączonym w blokadę stacyjną. Bocznica dodatkowa na Maltance jest obsługiwana zwrotnicą elektryczną i chroniona odcinkiem izolowanym włączonym w blokadę stacyjną. Sygnalizacja czynna jest w okresie kursowania pociągów. Na okres zimowy nastawnia Zwierzyniec, mieszcząca się w budynku kontenerowym, jest zabierana do zajezdni tramwajowej przy ulicy Fortecznej, z obawy przed dewastacją.

## Tabor

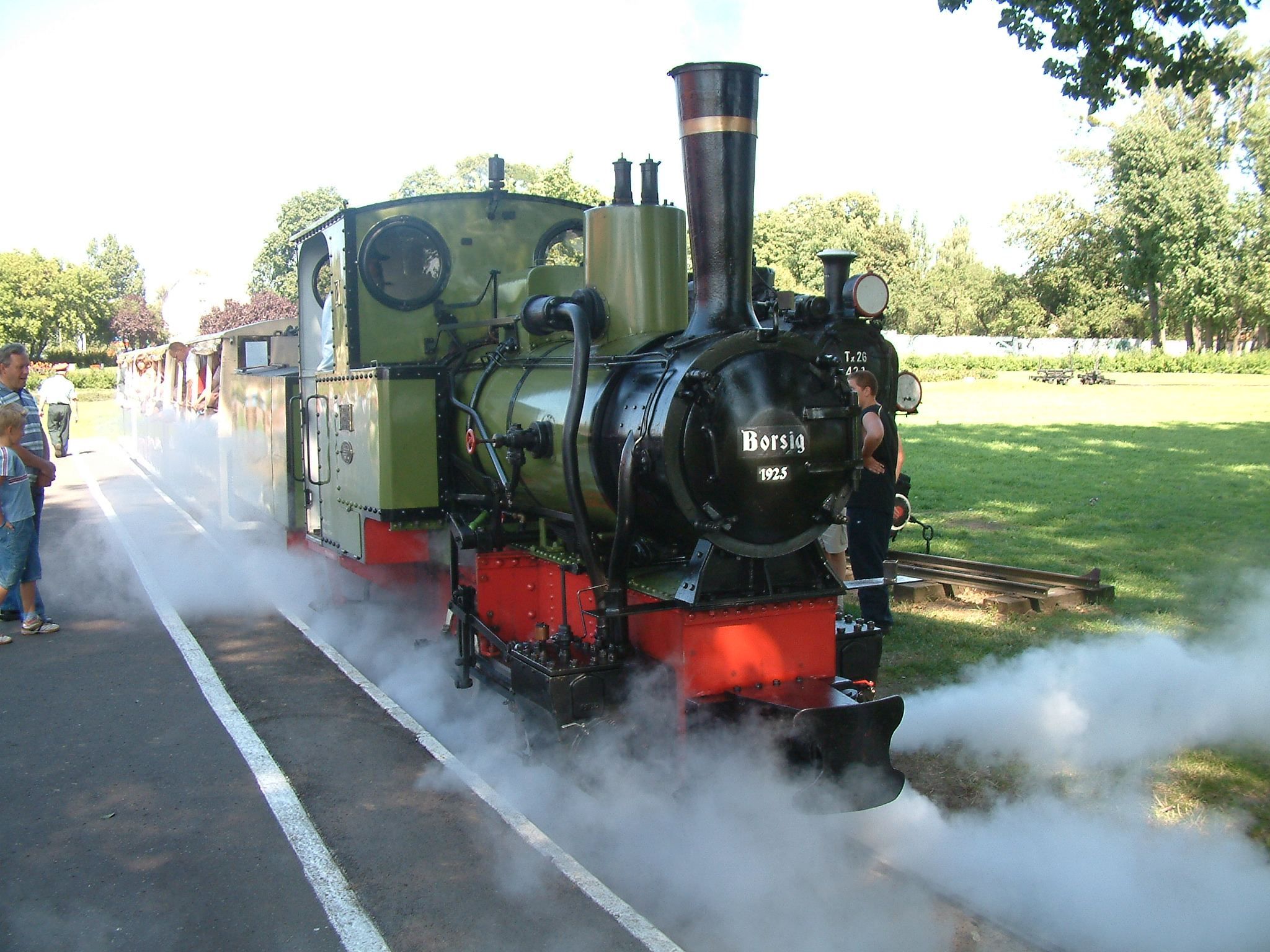
Ruszający ze stacji „Maltanka” pociąg ciągnięty przez parowóz Borsig Bn2t 11458 z 1925 roku (2007)

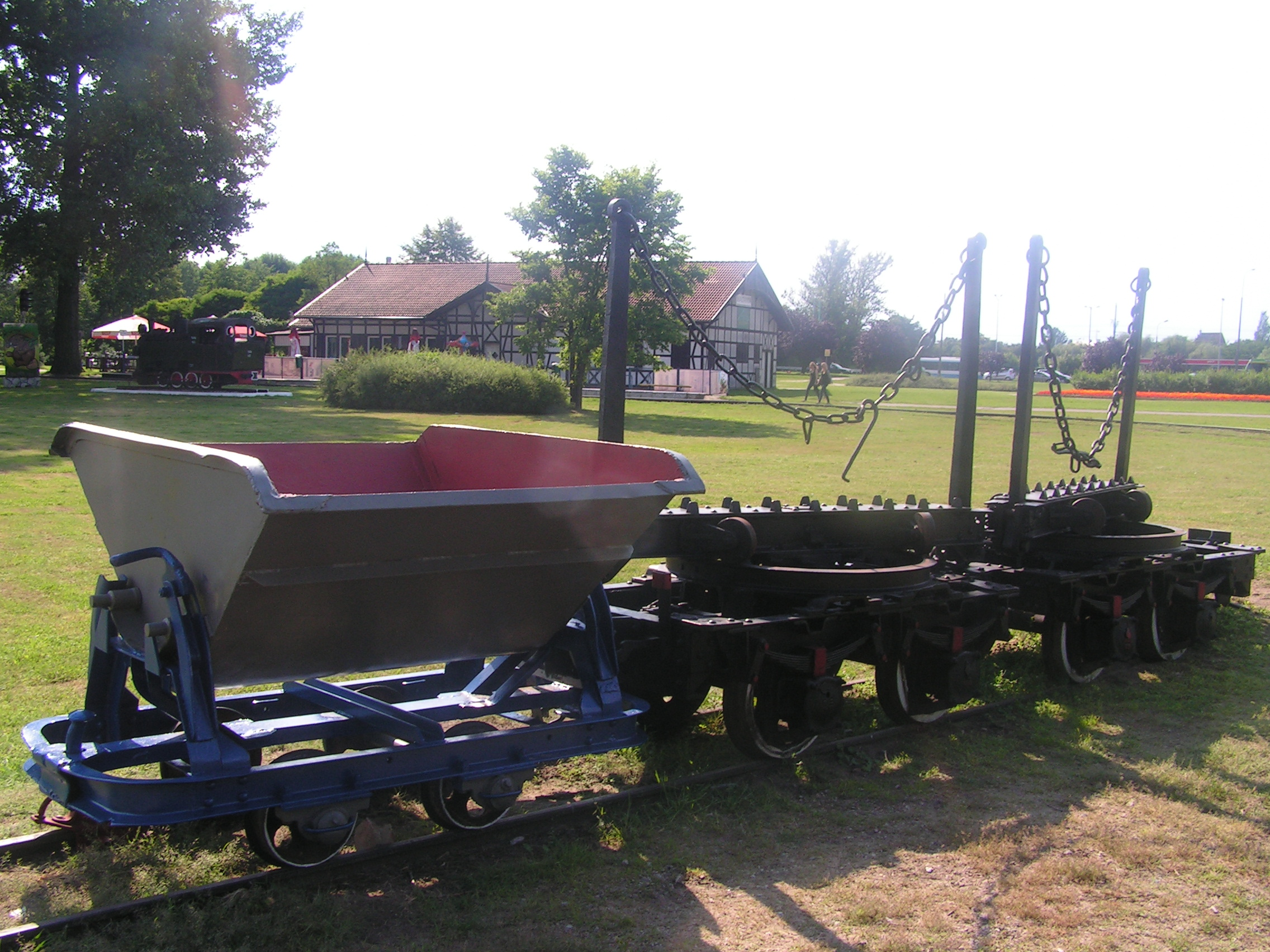
Wagon koleba i dwa wózki do przewozu dłużyc stojące na bocznicy na stacji „Maltanka” (2012)

### Liniowy[23]
- lokomotywa parowa Borsig Bn2t 11458 z 1925[24] (uruchamiana w wybrane weekendy)[12]
- lokomotywa spalinowa WLs40-100 z 1956[25]
- lokomotywa spalinowa WLs40-1225 z 1961[26]
- lokomotywa spalinowa WLs50-1563 z 1964[27]
- wagony osobowe 1–4 z 1956[28]
- wagony osobowe 5 i 8 z 1972[28]
- wagony osobowe 6 i 7 z 2010[28]
- wagon spalinowy MBxc1-41 „Ryjek” z 1932[29]

### Techniczny
- lokomotywa parowa Tx26-423 z 1926 (odnowiony przez wolontariuszy SPM w 2010)
- drezyna Wmc-205[30]
- cysterna „Roolex”
- Wagon Ratunkowo-Roboczy S 1-002[30], o ładowności 6000 kg, nośności 7000 kg, ciężarze własnym 3100 kg
- wagon osobowy Bxhi 00300014264-0 z 1910[30]
- wózki do przewozu dłużyc (wyremontowane w 2011, przez klubowiczów SPM)[28]
- wagon koleba (wyremontowane w 2012, przez klubowiczów SPM)

### Wagony przekazane do innych kolei
- wagon osobowy Bxhi 00300014254-1 z 1912[30], w czerwcu 2011 użyczony na czas nieokreślony Wyrzyskiej Kolei Powiatowej[31]